# رضا حیدری (بازیکن فوتبال)
رضا حیدری (فارسی: رضا حیدری؛ زادهٔ ۱۸ آوریل ۱۹۹۶) بازیکن فوتبال اهل فنلاند است.
از باشگاه‌هایی که در آن بازی کرده‌است می‌توان به باشگاه فوتبال هونکا اشاره کرد.